# Crystal Beach (Fort Erie, Ontario)
Crystal Beach, Ontario, ist eine Ortschaft, die zur Stadt Fort Erie gehört und 3.800 Einwohner hat. Der Name des Ortes wurde aufgrund des kristallklaren Wassers sowie dem feinen Sandstrand, der über eine Länge von über drei Kilometer verfügt, gewählt. Crystal Beach befindet sich am nordöstlichen Eriesee und liegt gegenüber von Buffalo, USA.

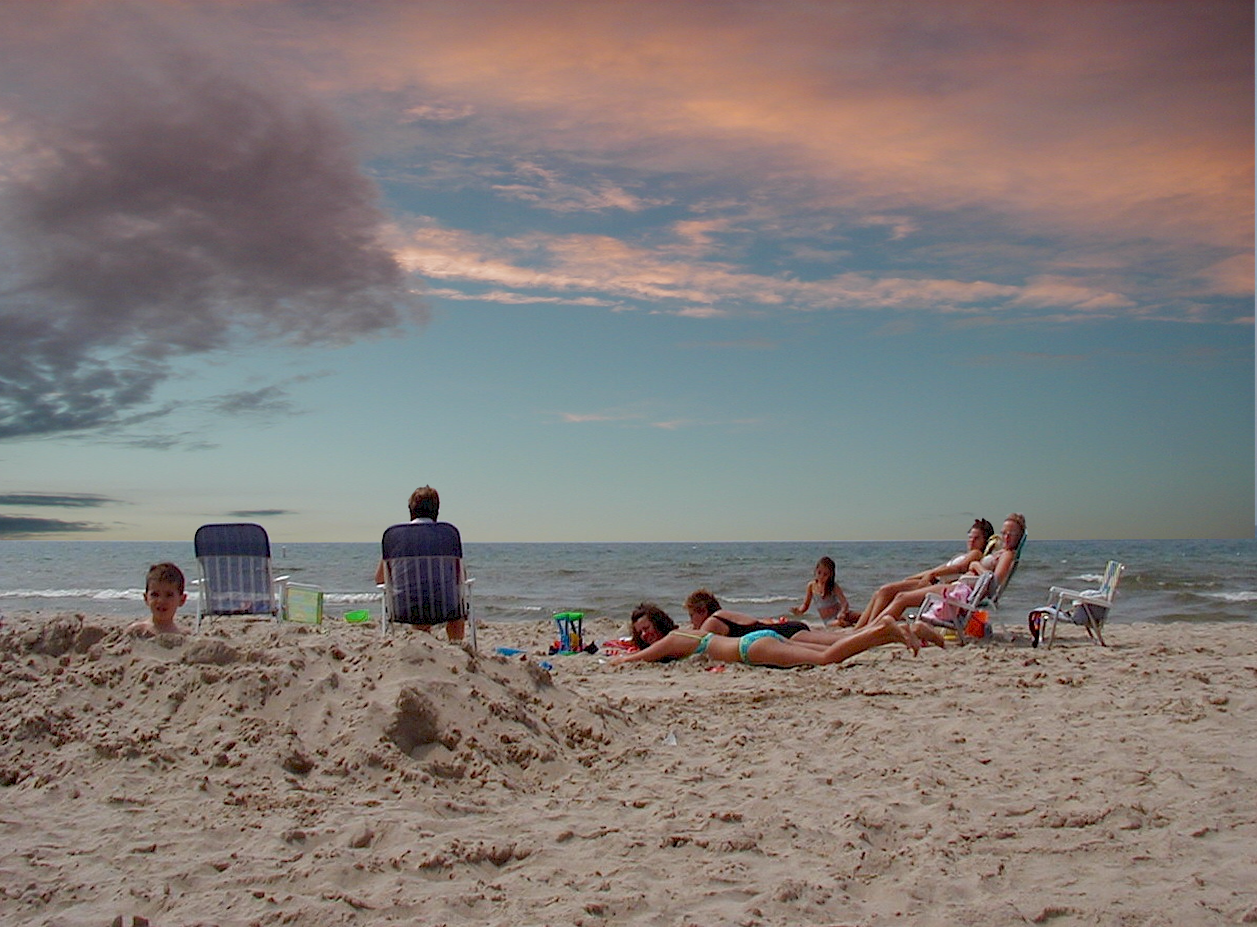
Strand Crystal Beach

## Geschichte
Von 1888 bis 1989 befand sich der Freizeitpark „Crystal Beach Amusement Park“ am See. Als er im Jahre 1888 eröffnet wurde, zählte man täglich 20.000 Besucher, die sogar aus dem gegenüberliegenden Buffalo mit Dampfschiffen anreisten. Die meisten Besucher kamen, um den Memorial Day und den Labor Day im Sommer zu feiern. Die Dampfschiffe wurden auf den Namen „Canadiana“ und „Americana“ getauft, fassten jeweils 3000 Passagiere und pendelten bis 1956. Der Park war unter anderem für seine Achterbahn Crystal Beach Cyclone berühmt, die 1927 eröffnet wurde. 1930 wurde  den Freizeitparkangestellten ein Areal auf einem Hügel zugewiesen, auf dem kleinere Wohnhäuser in Strandnähe errichtet wurden, damit diese in der Nähe ihres Arbeitsplatzes leben konnten. Das Areal heißt heute Crystal Beach Hill und umfasst 43 Wohnhäuser, von denen man den ganzen Strand erblicken kann. Als der Freizeitpark geschlossen wurde, entwickelte sich die kleine Wohngemeinde Crystal Beach Hill zu einer kleinen Kommune. Seit 1989 befinden sich ein Tennis- und Yachtclub auf dem Gelände des ehemaligen Freizeitparks.

## Gegenwart
Auch heute noch ist das Crystal Beach ein Urlaubs- und Touristenanziehungspunkt für Kanadier und Amerikaner als auch für Touristen aus dem Ausland, die ihre Sommerferien dort verbringen. 